# 段牙
段 牙（だん が、拼音：Duàn Yá、? - 325年）は、鮮卑段部の大人。兄は段末波。

## 生涯
325年3月、段末波の死去に伴い、位を継いだ。
11月、段牙は慕容部の首領慕容廆と修好を結ぶようになった。慕容廆は建議して遷都を進めると、段牙はこれに同意して令支から都を移したが、これに部族の民は大いに不満を抱いた。初代大人段日陸眷の孫である段遼は位を簒奪しようと画策し、遷都した事を段牙の罪であると言い放った。12月、段遼は部族の民を率いて段牙を攻めて殺害し、自ら立った。

## 参考資料
- 『晋書』（元帝明帝紀、列伝第三十三）
- 『資治通鑑』（卷第九十三）
- 『魏書』（列伝第九十一）